# National Transportation Safety Board
Il National Transportation Safety Board (NTSB) è un'agenzia investigativa indipendente del Governo degli Stati Uniti che indaga ed emette rapporti in merito agli incidenti che coinvolgono aeroplani, navi, treni, oleodotti e gasdotti. Quindi, il suo scopo primario è quello di migliorare la sicurezza del sistema dei trasporti civili degli Stati Uniti. L'NTSB si occupa anche di alcuni tipi di incidenti stradali.
L'NTSB, in determinate circostanze, può indagare anche su incidenti avvenuti al di fuori degli Stati Uniti. Questo può accadere se:
- l'incidente, che coinvolge aerei registrati negli Stati Uniti o di proprietà americana, avviene nello spazio aereo estero, ma solamente se l'aereo è decollato e doveva atterrare negli Stati Uniti o se l'aereo è di produzione americana. Questo è avvenuto in rare occasioni, soprattutto in merito a voli da o verso l'Alaska che sono precipitati in Canada.
- l'incidente, che coinvolge aerei registrati negli Stati Uniti o di proprietà americana, avviene in paesi privi di un ente che si occupi delle indagini.

L'NTSB, se richiesto, può fornire consulenza tecnica e mezzi di indagine ai paesi che non hanno attrezzature o tecnici specializzati in grado di intraprendere tutti gli aspetti di un'indagine complessa.
L'agenzia non ha autorità di regolamentazione. Invero, essa determina la probabile causa di incidenti e formula raccomandazioni di sicurezza per prevenire eventi catastrofici analoghi. L'NTSB non determina colpa o responsabilità. Infatti, lo United States Code recita: "Nessuna parte di una relazione in rapporto ad un incidente o un'indagine può essere ammessa come prova o utilizzata in un'azione civile per danni derivanti da una questione menzionata nella relazione del Board".
Di conseguenza, quando si evidenzia una carenza, l'NTSB non può emanare una legge o un regolamento che imponga la soluzione del problema, ma solo raccomandazioni sulla sicurezza alle organizzazioni appropriate come il Dipartimento dei Trasporti (DOT), la Guardia Costiera (USCG) ed altri. L'agenzia tiene traccia dello stato di ciascuna raccomandazione e segue periodicamente quelle che non sono state implementate. Nel corso della storia dell'agenzia, circa l'82% delle sue raccomandazioni di sicurezza sono state implementate con successo.
Per quanto riguarda la sicurezza aerea civile l'NTSB, fin dalla sua istituzione nel 1967, ha esaminato circa 140.000 incidenti aerei e ha emesso oltre 5.000 raccomandazioni.

## L'agenzia nei media
L'NTSB è spesso protagonista del programma televisivo Indagini ad alta quota trasmesso su Nat Geo e sul canale Focus
È citato in alcuni telefilm, tra cui Un detective in corsia (episodio "Impatto fatale"), X-Files (episodio "Tempus Fugit"), Breaking Bad (episodio 2x13) e Suits (episodio 4x15).
Ricopre un ruolo fondamentale nelle indagini sull'incidente aereo del film Flight di Robert Zemeckis con Denzel Washington del 2012.